# Neea guaiquinimae
Neea guaiquinimae är en underblomsväxtart som beskrevs av Julian Alfred Steyermark. Neea guaiquinimae ingår i släktet Neea och familjen underblomsväxter. Inga underarter finns listade i Catalogue of Life.